# Old New Ballads Blues
Old, New, Ballads, Blues — студийный альбом ирландского гитариста и певца Гэри Мура, вышедший в 2006 году.

## Список композиций
1. «Done Somebody Wrong» (Elmore James, Clarence Lewis, Morris Levy) — 3:07
2. «You Know My Love» (Willie Dixon) — 7:17
3. «Midnight Blues (2006)» (Gary Moore) — 5:45
4. «Ain’t Nobody» (Moore) — 4:51
5. «Gonna Rain Today» (Moore) — 4:39
6. «All Your Love (2006)» (Otis Rush) — 4:29
7. «Flesh and Blood» (Moore) — 4:52
8. «Cut It Out» (Moore) — 5:35
9. «No Reason to Cry» (Moore) — 9:01
10. «I’ll Play the Blues for You» (Jerry Beech) — 6:03

## Участники записи
- Гэри Мур — гитара, вокал
- Дон Эйри — клавишные
- Джонатан Нойс — бас-гитара
- Даррен Муни — барабаны